# Sjukhuset Nova

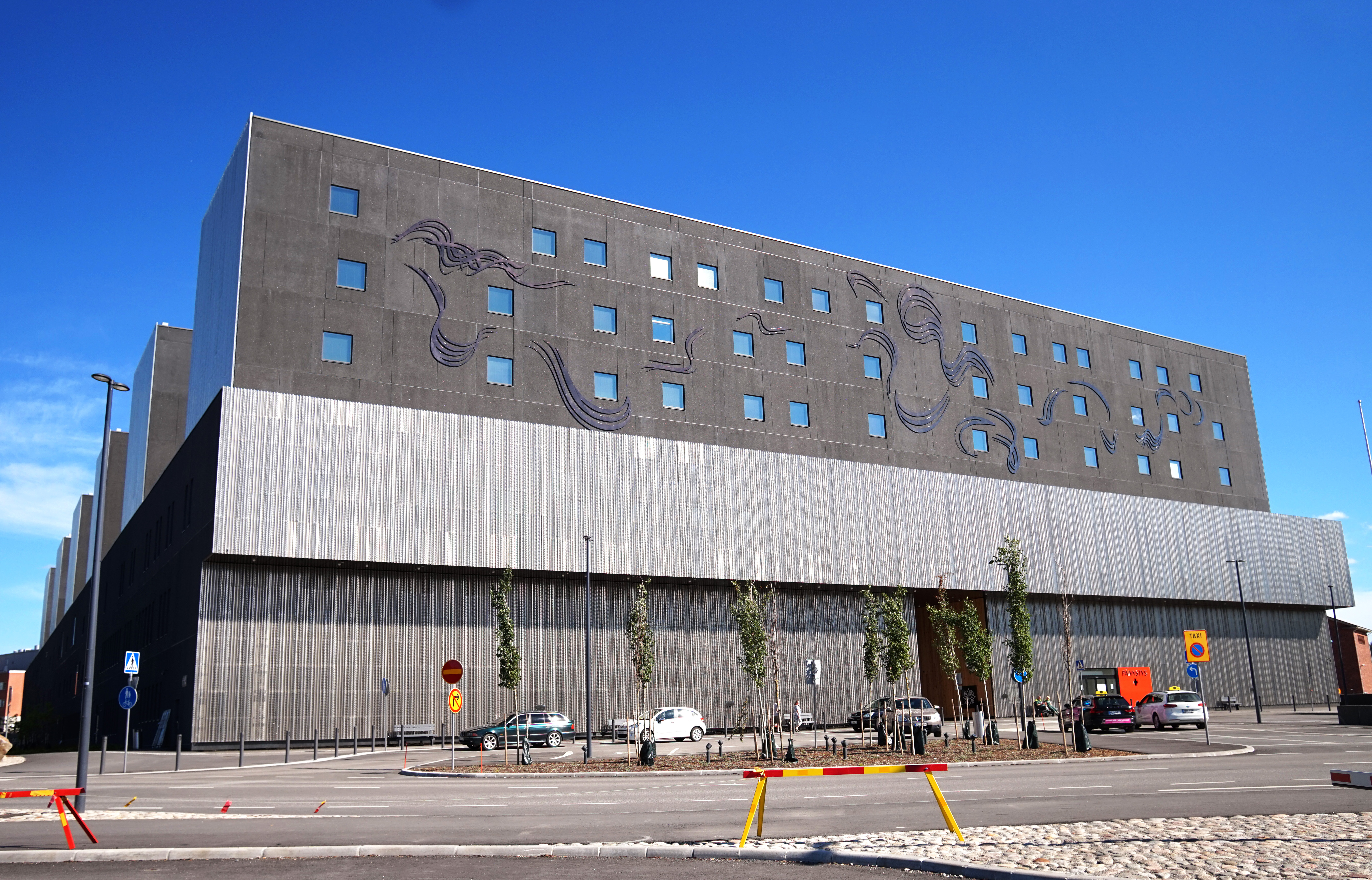
Huvudentrén till Nova sjukhus är NOVA 1 och till höger om denna finns akutentrén.

Sjukhuset Nova (finska: Sairaala Nova) är Mellersta Finlands välfärdsområdes centralsjukhus, beläget i Jyväskylä. Det finns också en Nova hälsocentral som betjänar invånarna i Jyväskylä stadskärna och Kuokkala. Nova är Finlands största centralsjukhus. Sjukhusets laboratorietjänster tillhandahålls av Fimlab Oy. Hjärtsjukhuset Nova ansvarar för vården av hjärtpatienter.
Den arkitektoniska utformningen av sjukhuset utfördes av arkitektbyrån JKMM Arkkitehdit Oy och EGM architects. Sjukhusbyggnaden är 250 meter lång,100 meter bred och 40 meter hög. Total golvyta är ca 106 800 m2. Där är 368 sängplatser, 24 operationssalar, 360 behandlings- och undersökningsrum, 10 förlossningsrummet, 32 intensivvårds- och övervakningsplatser, 3 strålbehandlingsbunkrar och 3 MRI-apparater. Hospital Nova prisades vid European Healthcare Design Awards-galan för sjukhusarkitektur den 14 juni 2022 i London. Den vann kategorin Healthcare Design (yta över 25 000 m2).
Nova sjukhus invigdes den 1. december 2020 och öppnades 18.–19. januari 2021. Byggandet av sjukhuset kostade 554 miljoner euro.